# قانون تعطیلات دانمارک
قانون تعطیلات دانمارک (دانمارکی: 'Ferieloven') یک قانون دانمارکی است که زمان تعطیلات را برای کارمندان تنظیم می‌کند. این قانون بیان می‌کند که اکثر کارمندان در دانمارک از نظر قانونی مستحق چند روز تعطیلات با حقوق می‌باشند. این قانون شامل کارمندانی می‌شود که برای کارهایی که مطابق خواست کارفرما انجام می‌دهند، دستمزد دریافت می‌کنند، بدون احتساب مشاغل آزاد و کارمندانی که برای ایالت کار می‌کنند. قانون جدیدی در ۲۵ ژانویه ۲۰۱۸ توسط پارلمان دانمارک تصویب شد. این شامل یک مفهوم جدید از تعطیلات همزمان است و شامل یک دوره انتقال از ۱ سپتامبر ۲۰۱۹ تا ۳۱ اوت ۲۰۲۰ قبل از اجرا در ۱ سپتامبر ۲۰۲۰ است. مفهوم تعطیلات همزمان به کارمندان اجازه می‌دهد تا ۲٫۰۸ روز تعطیل در هر ماه درآمد داشته باشند، که آنها می‌توانند بلافاصله از آن استفاده کنند، برخلاف طرح قدیمی که کارگران روزهای تعطیل را برای سال بعد کسب می‌کردند.

## قانون دانمارک
قانون تعطیلات دانمارک توسط آژانس حفظ و استخدام (Styrelsen for Fastholdelse og Rekruttering) که بخشی از وزارت کار (دانمارکی: 'Beskæftigelsesministeriet') است و توسط تعدادی از مقامات دیگر، از جمله طرح حقوق تعطیلات، اداره می‌شود.

## تاریخچه
قانون تعطیلات در ۱۳ آوریل ۱۹۳۸ وضع شد، که به کارگران حق دو هفته مرخصی با حقوق می‌داد. این قانون به ایجاد سازمان «تعطیلات مردم» (دانمارکی: "Folkeferie") پیشرفت کرد که برای حمایت و فراهم کردن فرصت‌های تعطیلات برای کارگران ایجاد شد. به کارمندان اعطای تعطیلات داده شد، بنابراین این سازمان تأسیس شد تا اطمینان حاصل شود که آنها جایی برای بردن آنها دارند.